# دراغو
دراغو (بالإسبانية: Gato Eveready)‏ هو مصارع هاوي مكسيكي، ولد في 23 يوليو 1975 في مدينة مكسيكو في المكسيك.

## روابط خارجية
- دراغو على موقع CageMatch worker (الإنجليزية)